# Luca Leofreddi
Luca Leofreddi (Genzano, 24 settembre 1980) è un ex giocatore di calcio a 5 italiano.

## Palmarès
- Supercoppa italiana: 1

Luparense: 2017
- Campionato di Serie A2:1

Cogianco: 2011-12
- Coppa Italia di Serie A2: 1

Cogianco: 2011-12